# Daviesia squarrosa
Daviesia squarrosa är en ärtväxtart som beskrevs av James Edward Smith. Daviesia squarrosa ingår i släktet Daviesia, och familjen ärtväxter. IUCN kategoriserar arten globalt som livskraftig.

## Underarter
Arten delas in i följande underarter:
- D. s. squarrosa
- D. s. villifera